# Berlin Historic District
O Berlin Historic District engloba a cidade fantasma de Berlin, no condado de Nye, estado do Nevada, nos Estados Unidos. Foi designado um marco do Registro Nacional de Lugares Históricos em 5 de novembro de 1971.

## História
O primeiro regist(r)o de atividade mineira data de maio de 1863, quando um pequeno grupo de prospetores descobriu prata no Union Canyon e um pequeno campo mineiro de Union, nos arredores de Berlin foi povoado. No ano seguinte, foi formada a  Union Mining District que incluía as cidades de Union, Ione, Grantsville e mais tarde Berlin. O primeiro relato de uma mina em Berlin data de 1869, mas só foi aberta em 1896. A cidade foi fundada no ano seguinte (1897) como parte do Union MIning District. A cidade nunca teve a prosperidade de outras cidades como Tonopah, Goldfield e nunca excedeu os 250 habitantes. O local foi adquirido pelo estado do Nevada como parte do Berlin–Ichthyosaur State Park em 1970. e entrou em declínio na altura do Pânico financeiro de 1907. A cidade foi quase totalmente abandonada em 1911. A mina de Berlin tinha cerca de 5 quilómetros de túneis, mas produziu menos de 1 milhão de dólares em ouro e prata, durante o seu tempo de vida. A mina Diana está ligada à Mina de Berlin no quarto nível e está preservada como o museu da mina. As visitas ao museu foram interrompidas em 2007 por questões de segurança.

## Geografia
A cidade de Berlin fica no lado ocidental do  Shoshone Range à beira da Toiyabe National Forest a uma altitude de 2025 m. Nos montes acima da localidade a floresta torna-se mais densa e fornecia uma fonte de construção para os edifícios da povoação. A cidade foi mantida pela Nevada Company até ser comprada pelo estado em 1971. Isto explica o excelente estado de preservação da cidade.